# Ettrick (Wirginia)
Ettrick – miejscowość spisowa w Stanach Zjednoczonych, w stanie Wirginia, w hrabstwie Chesterfield.
W Ettrick swoją siedzibę ma Uniwersytet Stanu Wirginia (Virginia State University).